# Eugenio Arellano Fernández
Eugenio Arellano Fernández (ur. 13 listopada 1944 w Corella) – hiszpański duchowny rzymskokatolicki działający w Ekwadorze, w latach 1995–2021 wikariusz apostolski Esmeraldas.